# Pindaros
Pindaros (cca 522–446 př. n. l.) je považován za nejvýznamnějšího starověkého řeckého představitele sborové lyriky. Psal sborové písně oslavující příslušníky řecké aristokracie, vítěze olympiád i dalších sportovních soutěží. Také ve svých dílech připomíná mytologické příběhy a snaží se určit morální hodnoty. Jeho umění mu získalo velkou proslulost, mezi jeho osobní přátele patřili představitelé významných aristokratických rodů. Z úcty k básníkovi, který opěvoval jeho předka, ušetřil Alexandr Veliký Pindarův dům při dobytí Théb.

## Dílo
Bohatá Pindarova tvorba byla rozdělena do sedmnácti knih, z nichž se nám dochovaly pouhé čtyři knihy tzv. epiniků, tj. sborových písní oslavujících vítěze v závodech a v gymnických hrách (název odvozen od řeckého slova gymnos=nahý, protože závodníci nastupovali k závodu nazí). Z ostatní Pindarovy tvorby známe jen fragmenty.
Epiniky, někdy krátké, jindy značně rozsáhlé, psal Pindaros především na objednávku zákazníků, často i vysoce postavených osobností. Básník v nich oslavuje jejich vítězství a přidává k tomu související lyricky stylizovaná mytologická vyprávění. Jeho poezie je vážná, hloubavá, rytmicky je velmi bohatá a plná mohutných a odvážných básnických obrazů, které jsou však místy těžké až k nesrozumitelnosti.

## Česká vydání
- Olympijské zpěvy, Odeon, Praha 1968, přeložil Jan Šprincl
- Pýthijské zpěvy, Academia, Praha 2022, přeložil Robert Roreitner a Sylva Fischerová
- Nemejské zpěvy, dybbuk, Praha 2024, přeložil Viktor Zavřel